# Tim Hetherington
Tim Allstair Telemachus Hetherington (Birkenhead, Reino Unido, 5 de dezembro de 1970 – Misrata, Líbia, 20 de abril de 2011) foi um fotojornalista britânico. Como reconhecimento, foi nomeado ao Oscar 2011 na categoria de Melhor Documentário em Longa-metragem por Restrepo.